# Guetnoco
Guetnoco è venerato come santo in Bretagna almeno sin dal XII secolo.

## Culto
Le vicende di Guetnoco sono note attraverso la Vita Jacuti, tratta dalla leggendaria Vita Winwaloei redatta nel XII secolo. Figlio di Fragano e Gwen, gemello di Giacuto, era ancora bambino quando con i famigliari lasciò la natale Gran Bretagna invasa dai Sassoni e si stabilì in Armorica, dove nacque suo fratello Vinvaleo.
Il suo culto è diffuso nel Finistère (a Pleyben, a Quéménéven, a Briec).
Nelle diocesi e nei monasteri bretoni, la memoria di san Guetnoco era celebrata il 5 novembre; il 5 luglio era festeggiato insieme al fratello Giacuto, forse in ricordo di una traslazione di reliquie.
Nel Martirologio romano, il suo elogio si legge al 5 novembre.